# アオモンイトトンボ
アオモンイトトンボ（Ischnura senegalensis、青紋糸蜻蛉）は、蜻蛉目（トンボ目）イトトンボ科の昆虫。
オスの腹部第8、9節が鮮やかな空色をしていることが和名の由来となった。
体長32mm前後。アフリカから中東、南および東アジアにかけて広く分布し、日本では4月から9月にかけて関東以南の本州から南西諸島まででみられる。平地の池や沼など、主に流れの無いあるいは流れのゆるやかな水辺でよくみられ、環境のかく乱や塩分を含んだ水域（沿岸礁湖など）、汚れた水辺にも生息するが、手つかずの森林などにはみられない。
雌には、緑褐色～濃褐色をした「異色型（メス型）の雌」と、雄によく似た青色の「同色型（オス型）の雌」という色彩の異なる二型がある。千葉大学高橋佑磨の研究によれば、雌の中に複数の色彩型が混在し多様性が保持されていればいるほど、雄は効率的に雌を探すことができなくなり、結果として雌が雄から執拗に交尾を迫られるセクシャルハラスメントのリスクが雌一個体あたりで低下することが確認された。さらに、こうしてセクシャルハラスメントが軽減すると、集団の増殖性や安定性が高まり、最終的には集団の絶滅リスクも減少することがデータからも示された。

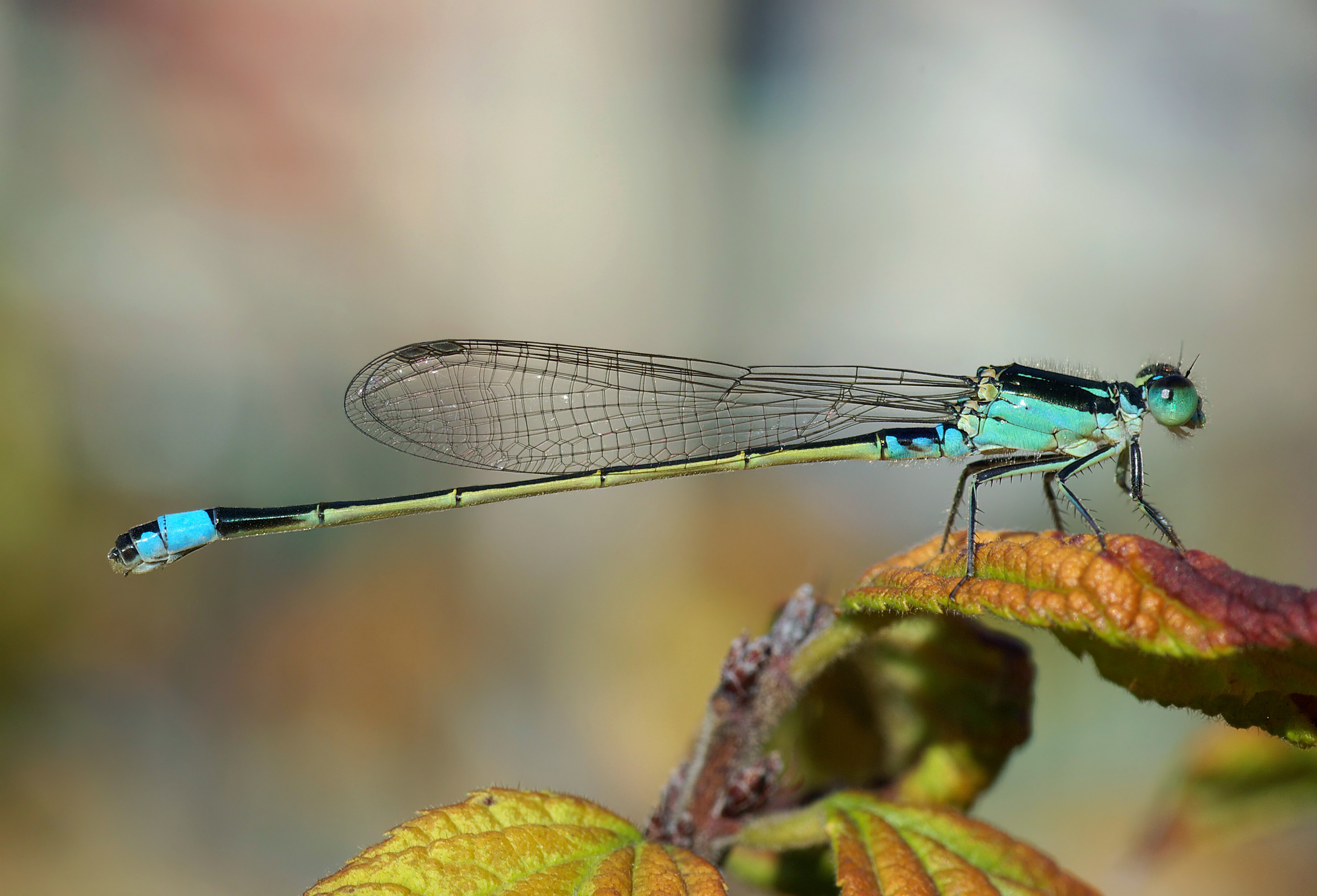
同色型メス
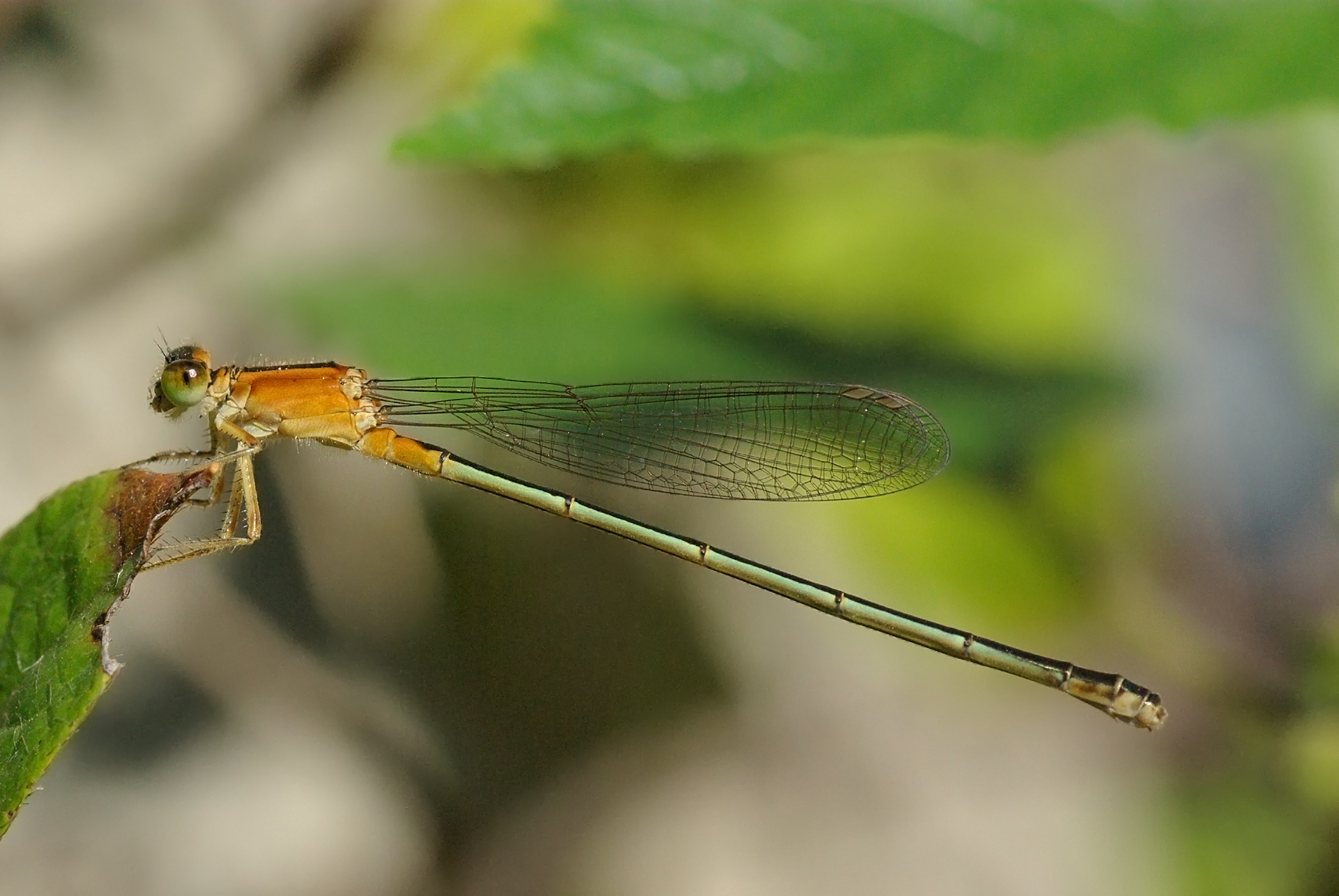
未熟な異色型メス
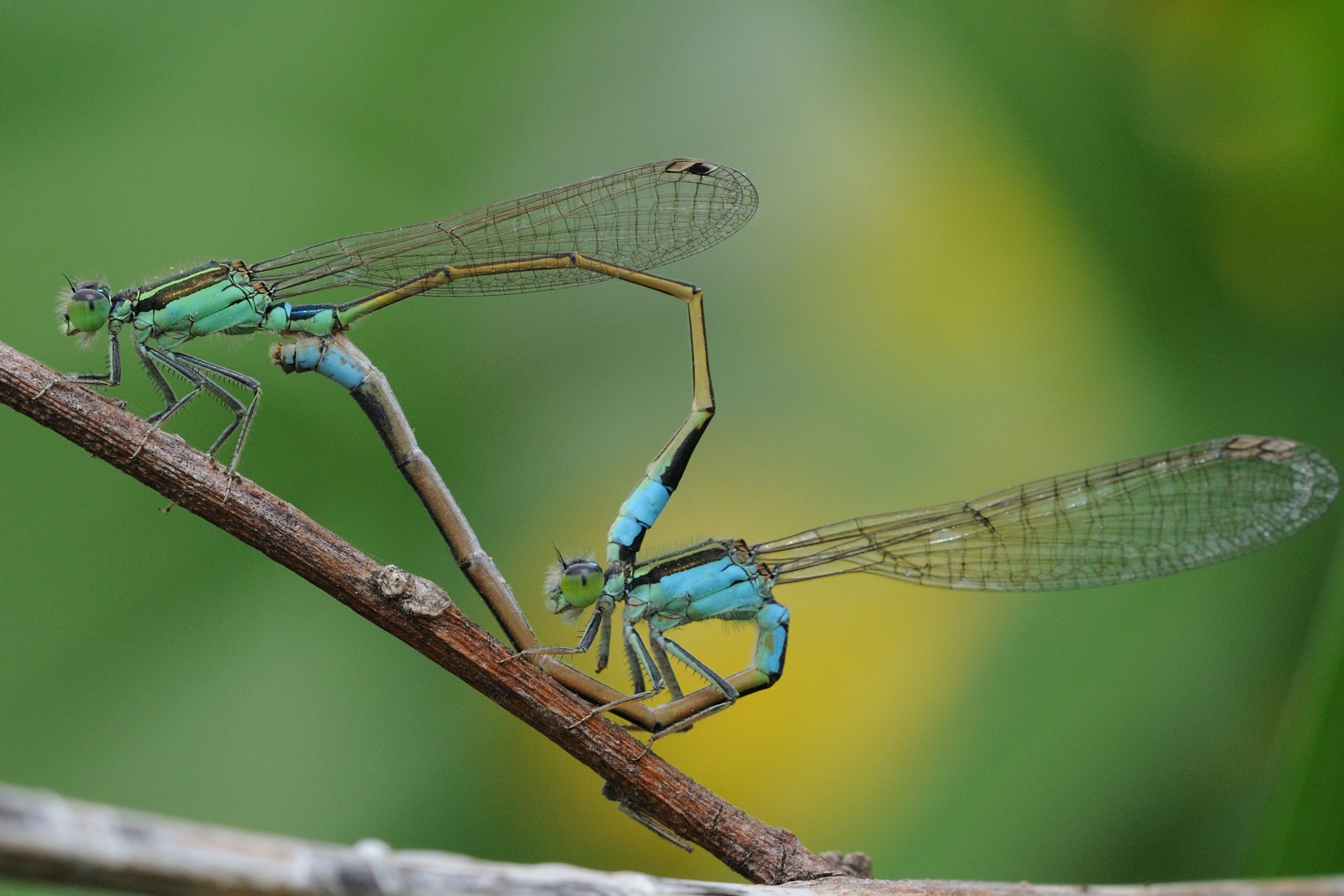
交尾（同色型メスと）
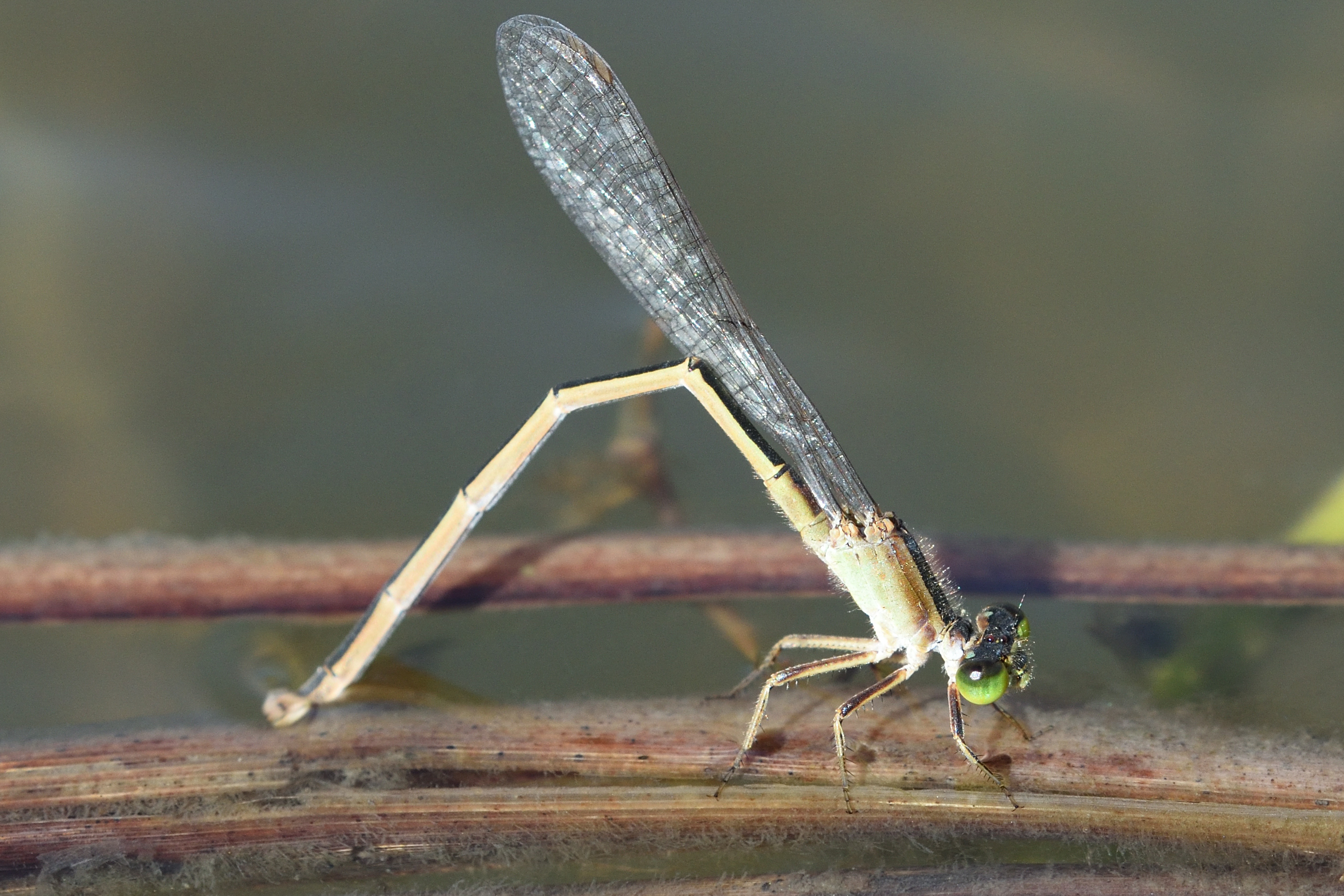
産卵（異色型メス）
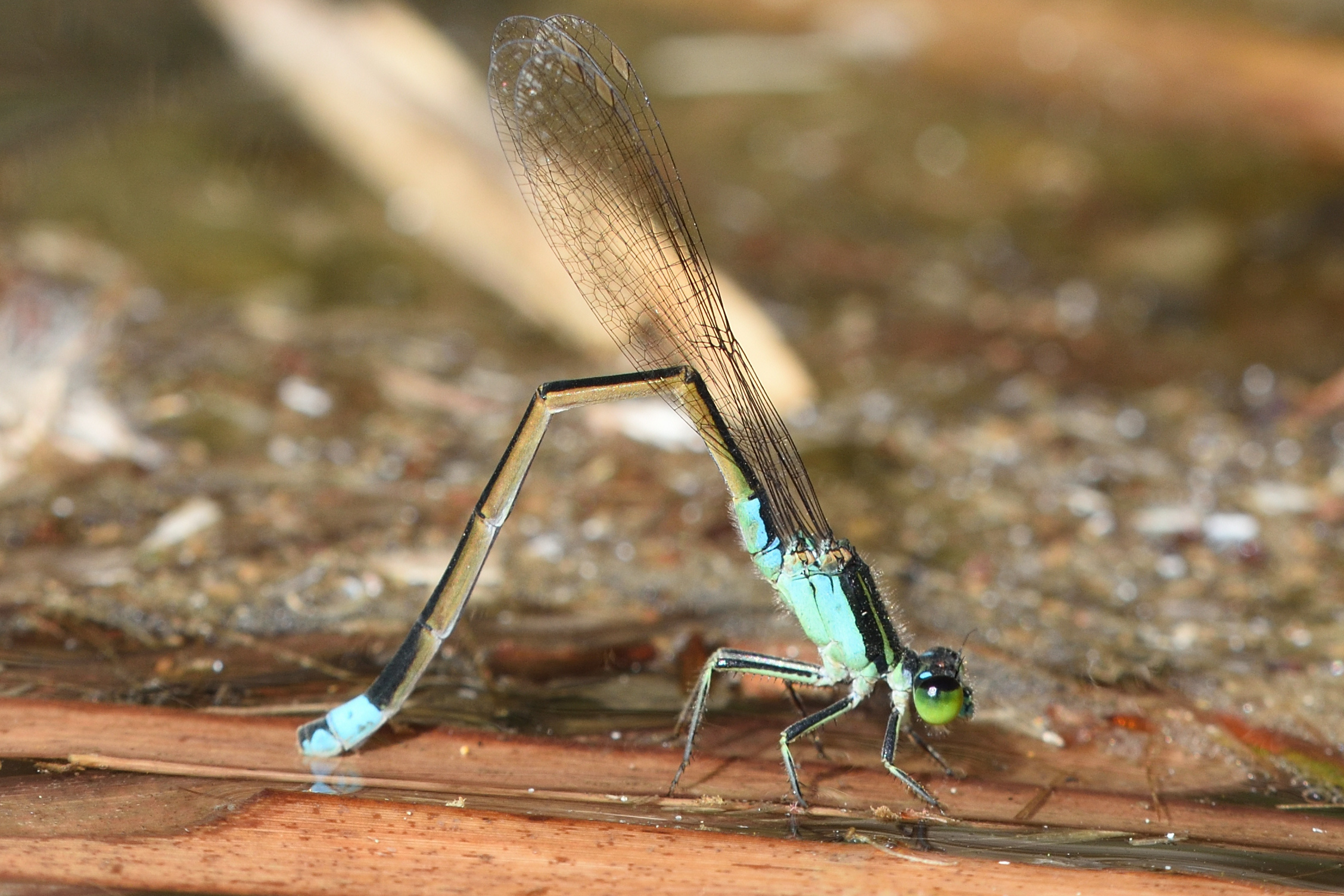
産卵（同色型メス）